# Ґіорґеті
Ґіорґеті (груз. გიორგეთი) — село в Грузії.
За даними перепису населення 2014 року в селі проживає 607 осіб.